# Aeródromo Siberia
El Aeródromo Siberia (OACI: SCGS) es un terminal aéreo ubicado junto a la localidad de Cholguán, Provincia de Diguillín, Región de Ñuble, Chile. Es de propiedad privada.